# Abdelghani Boudehouche
Abdelghani Boudehouche est un footballeur international algérien né le 20 mai 1979 à Béjaïa. Il évoluait au poste de milieu offensif.

## Biographie
Il réalise la majorité de sa carrière avec le club de la JSM Béjaia. Il évolue pendant cinq saisons en Division 1.
Il reçoit trois sélections en équipe d'Algérie lors de l'année 2000.

## Palmarès
- Accession en Ligue 1 en 2006 avec la JSM Béjaia.